# Carina Konrad
Carina Konrad (nascida em 19 de setembro de 1982) é uma política alemã. Nascida em Simmern, Renânia-Palatinado, ela representa o Partido Democrático Liberal (FDP). Carina Konrad é membro do Bundestag do estado da Renânia-Palatinado desde 2017.

## Carreira política
Konrad tornou-se membro do Bundestag após as eleições federais alemãs de 2017. Ela representa o círculo eleitoral do Bundestag, Mosel/Rhein-Hunsrück, e é vice-presidente do Comité de Alimentação e Agricultura. É também membro suplente da Comissão da Família, Terceira Idade, Mulher e Juventude. Ela é a porta-voz da política de viticultura do grupo parlamentar do FDP no Bundestag.